# Ochotniczy Pułk Buda
Ochotniczy Pułk "Buda" (węg. Budai Önkéntes Ezred) – węgierska ochotnicza jednostka wojskowa przy Armii Czerwonej na pocz. 1945 r.
Pułk powstał w lutym 1945 r. pod nazwą 1 Węgierskiego Pułku Ochotniczego. Wkrótce przemianowano go na Ochotniczy Pułk "Buda". Liczył ok. 2,5 tys. żołnierzy. Składał się z węgierskich jeńców wojennych, którzy wyrazili chęć walki z Niemcami po stronie Armii Czerwonej. Na jego czele stanął ppłk Oszkár Variházy. Jednostka składała się z piechoty, artylerii i czołgów. Miała być rozwinięta do wielkości dywizji, do czego jednak nie doszło. Węgrzy wzięli udział w walkach z obrońcami Budapesztu, ponosząc ciężkie straty w liczbie ok. 600 ludzi. Po upadku miasta w poł. marca 1945 r., pułk odesłano na tyły, zaś po zakończeniu wojny rozwiązano. Węgierscy żołnierze ponownie uzyskali status jeńców wojennych, trafiając do obozu w Jászberény. Wielu potem zostało wywiezionych do ZSRR, gdzie osadzono ich w gułagu.